# Горна Поляна
Го́рна Поля́на (рос. Горная Поляна, марій. Горная Поляна) — присілок у складі Совєтського району Марій Ел, Росія. Входить до складу Ронгинського сільського поселення.
Стара назва — Ізвестковий Кар'єр.

## Населення
Населення — 49 осіб (2010; 37 у 2002).
Національний склад (станом на 2002 рік):
- марі — 54 %
- росіяни — 35 %